# Trembleya pentagona
Trembleya pentagona är en tvåhjärtbladig växtart som beskrevs av Charles Victor Naudin. Trembleya pentagona ingår i släktet Trembleya och familjen Melastomataceae. Inga underarter finns listade i Catalogue of Life.